# Natalia Rutkowska
Natalia Pamela Rutkowska (ur. 21 stycznia 1991 w Olsztynie) – polska kolarka torowa, reprezentantka i wielokrotna mistrzyni Polski, młodzieżowa mistrzyni Europy (2013), olimpijka z Rio de Janeiro.

## Kariera sportowa
Była zawodniczką PTC Pruszków (do 2010), Grupy Kolarskiej Żyrardów (do 2014) oraz WMKS Olsztyn (2015). Od 2016 roku reprezentuje barwy TKK Pacific Nestle Fitness Cycling Team.

### Mistrzostwa świata
- 2014: 4000 m na dochodzenie drużynowo - 4 m.
- 2015: 4000 m na dochodzenie drużynowo - 10 m.
- 2016: 4000 m na dochodzenie drużynowo - 7 m. (wystąpiła w wyścigu kwalifikacyjnym i I rundzie)[1]
- 2017: wyścig punktowy - 21 m., 4000 m na dochodzenie drużynowo - 8 m.

### Mistrzostwa Europy
- 2011: sprint drużynowy - 11 m.
- 2012: sprint drużynowy - 4 m., keirin - zdyskwalifikowana w finale B
- 2014: 4000 m drużynowo na dochodzenie - 4 m.
- 2015: 4000 m drużynowo na dochodzenie - 4 m.

### Mistrzostwa Polski
- 2009: sprint - 1 m., 3000 m drużynowo na dochodzenie - 2 m.
- 2010: sprint - 3 m., keirin - 3 m., sprint drużynowo - 3 m.
- 2011: sprint - 2 m., keirin - 3 m., scratch -3 m., sprint drużynowo - 3 m., omnium - 3 m.
- 2012: sprint drużynowo - 1 m., 500 m ze startu zatrzymanego - 2 m., wyścig punktowy - 2 m., sprint - 2 m., 3000 m drużynowo na dochodzenie - 2 m., omnium - 2 m., keirin - 3 m., scratch - 3 m.
- 2013: wyścig punktowy - 1 m., sprint drużynowo - 1 m., sprint - 2 m., keirin - 2 m., 4000 m drużynowo na dochodzenie - 2 m., 500 m ze startu zatrzymanego - 3 m., scratch - 3 m.
- 2014: sprint drużynowo - 1 m., omnium - 2 m., 3000 m na dochodzenie indywidualnie - 3 m.
- 2015: wyścig punktowy - 2 m., scratch - 2 m., 3000 m na dochodzenie indywidualnie - 2 m., omnium - 3 m.

### Puchary Świata
- 2012: Cali (Kolumbia) - omnium - 2 m., scratch - 4 m.
- 2015: Cali (Kolumbia) - 4000 m drużynowo na dochodzenie - 5 m., scratch - 9 m.
- 2017: Cali (Kolumbia) - 4000 m drużynowo na dochodzenie - 7 m., scratch - 8 m.

### Zawody młodzieżowe
- 2011: sprint drużynowo - 3 m. (U-23)
- 2012 - scratch - 1 m. (U-23)